# Northern Greening
Northern Greening es una variedad cultivar de manzano (Malus domestica).
Se cree que se originó en Inglaterra. Registrado por primera vez en 1826. Las frutas tienen una pulpa jugosa, de textura un poco gruesa y moderadamente firme con un sabor ácido. Cocina bien.

## Sinónimos
- "Cowarn Queening",
- "Cowarne Quoining",
- "Cowarne Seedling",
- "Gruener Englischer Pepping",
- "John",
- "John Apple",
- "Kirk Langley Pippin",
- "Langley Pippin",
- "Old Northern Greening",
- "Verte du Nord",
- "Walmar Court",
- "Walmer Court",
- "Woodcock".

## Historia
'Northern Greening' es una variedad de manzana la cual se cree que se originó en Inglaterra. Registrado por primera vez en 1826.
'Northern Greening' se cultiva en la National Fruit Collection con el número de accesión: 1956-031 y Accession name: Northern Greening.

## Características
'Northern Greening' crece bien en áreas de veranos frescos e inviernos fríos. Tiene un tiempo de floración que comienza a partir del 9 de mayo con el 10% de floración, para el 15 de mayo tiene una floración completa (80%), y para el 24 de mayo tiene un 90% de caída de pétalos. Presenta vecería.
'Northern Greening' tiene una talla de fruto de pequeño a medio; forma elipsoide ocasionalmente con un lado más corto, altura 65.00 mm y anchura 65.00 mm; con nervaduras ausentes; epidermis vidriosa con color de fondo verde hierba, más amarillo cuando está completamente maduro, importancia del sobre color bajo, con color del sobre color rojo, con sobre color patrón rubor rojo marcado con rayas rotas más oscuras en la cara expuesta al sol, parte del color base se ve a través de la cara sombreada, las lenticelas rojizas son pequeñas y abundantes, "russeting" (pardeamiento áspero superficial que presentan algunas variedades) muy bajo; cáliz de tamaño grande y ligeramente abierto, ubicado en una cuenca fruncida, estrecha y poco profunda; pedúnculo es corto y delgado, colocado en una cavidad estrecha y de profundidad media, por lo general, hay una hinchazón en la cavidad junto al pedúnculo; carne de color blanco verdoso es tierna, crujiente y jugosa. Sabor jugoso con alto contenido de ácido, se suaviza en almacenamiento para volverse tierno y dulce. A veces, la carne se tiñe junto a la piel.
Su tiempo de recogida de cosecha se inicia a mediados de octubre. Se conserva bien durante tres meses en cámara frigorífica.

## Progenie
'Northern Greening' es el Parental-Madre de la variedades cultivares de manzana:
- Dumelow's Seedling
- Chad's Favourite
- Merton Prolific
- Lamb's Seedling

'Northern Greening' es el Parental-Padre de la variedades cultivares de manzana:
- Encore

## Usos
Hace una muy buena salsa de manzana agria y sabrosa. Después de aproximadamente un mes de almacenamiento, se convierte en una sabrosa manzana de postre fresca.

## Ploidismo
Diploide, auto estéril. Grupo de polinización: D, Día 15.